# Bailya sanctorum
Bailya sanctorum is een soort in de klasse van de Gastropoda (Slakken).
Het dier komt uit het geslacht Bailya en behoort tot de familie Buccinidae. Bailya sanctorum werd in 2009 beschreven door Watters.